# Prionopelta modesta
Prionopelta modesta är en myrart som beskrevs av Auguste-Henri Forel 1909. Prionopelta modesta ingår i släktet Prionopelta och familjen myror. Inga underarter finns listade i Catalogue of Life.

## Bildgalleri

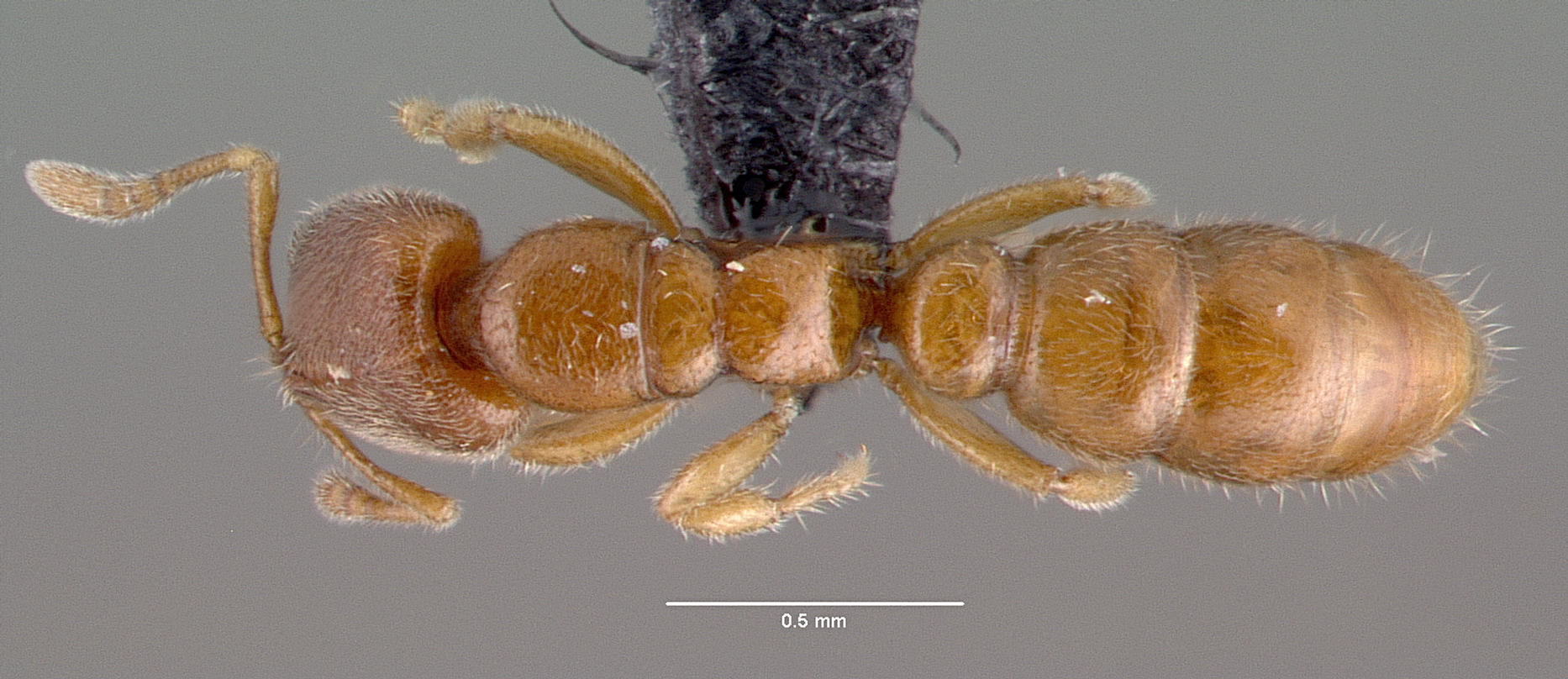
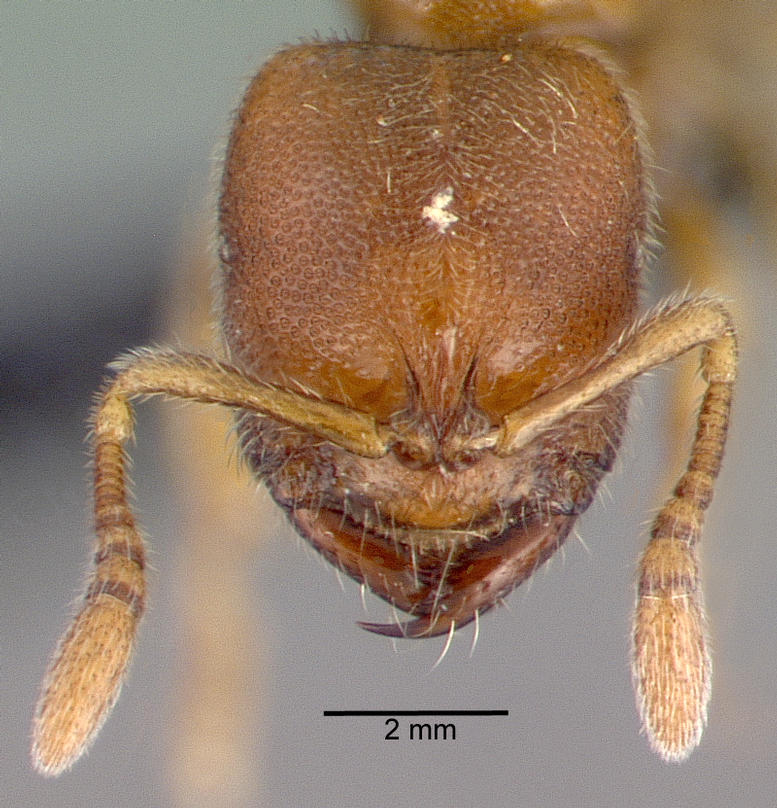
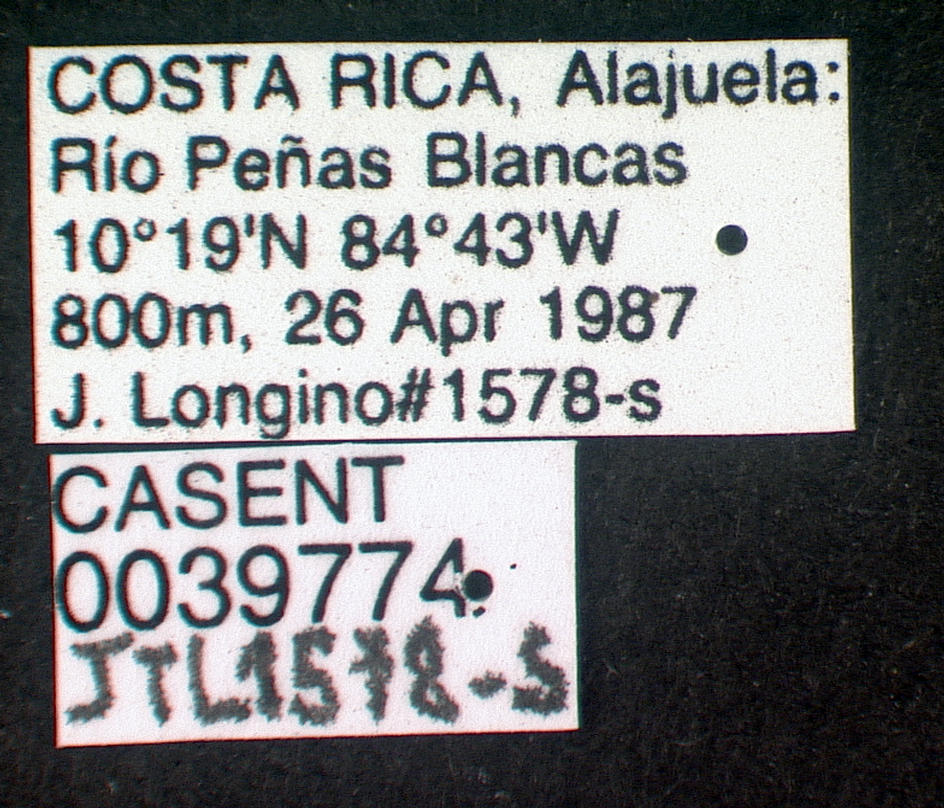
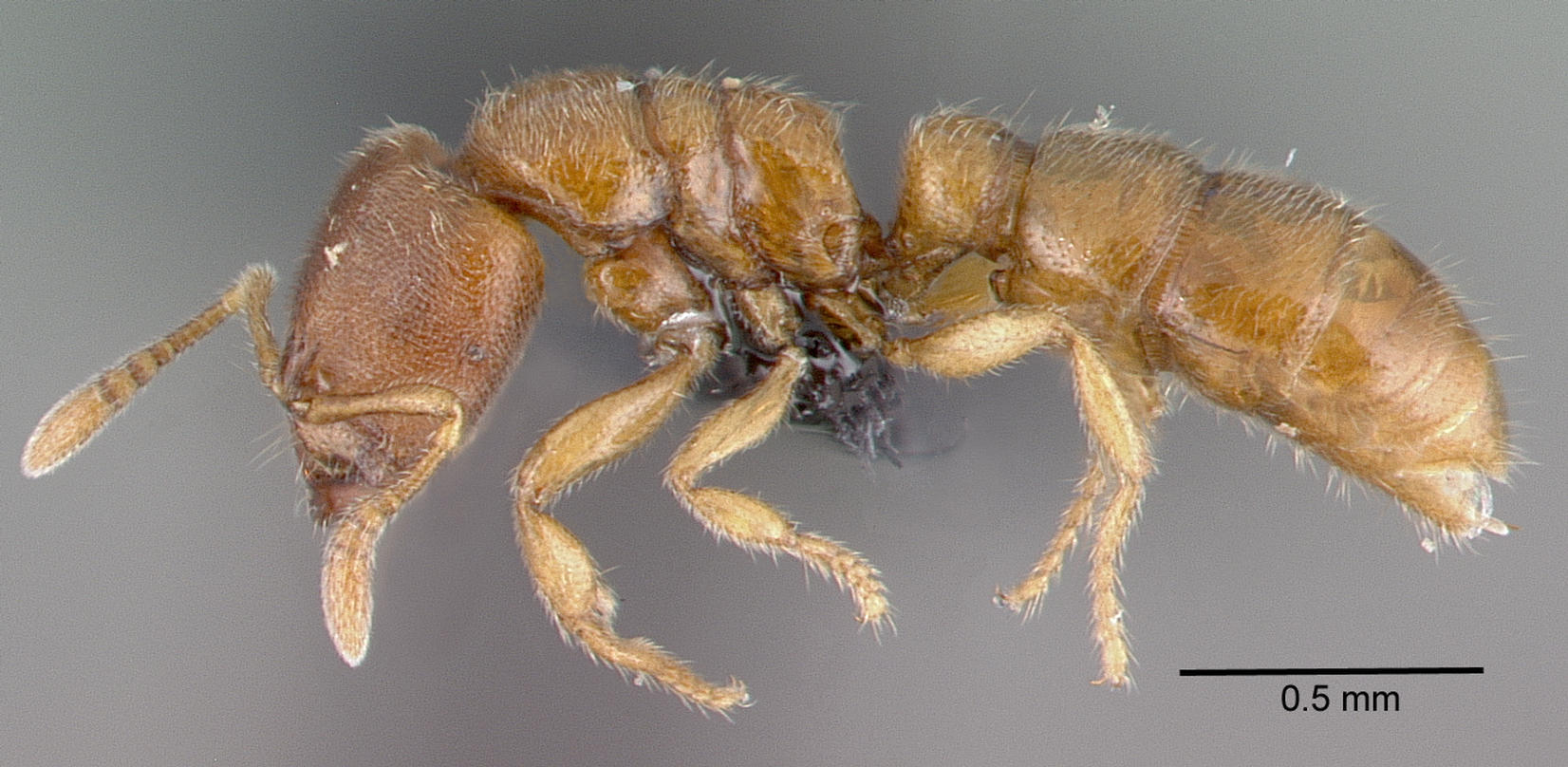
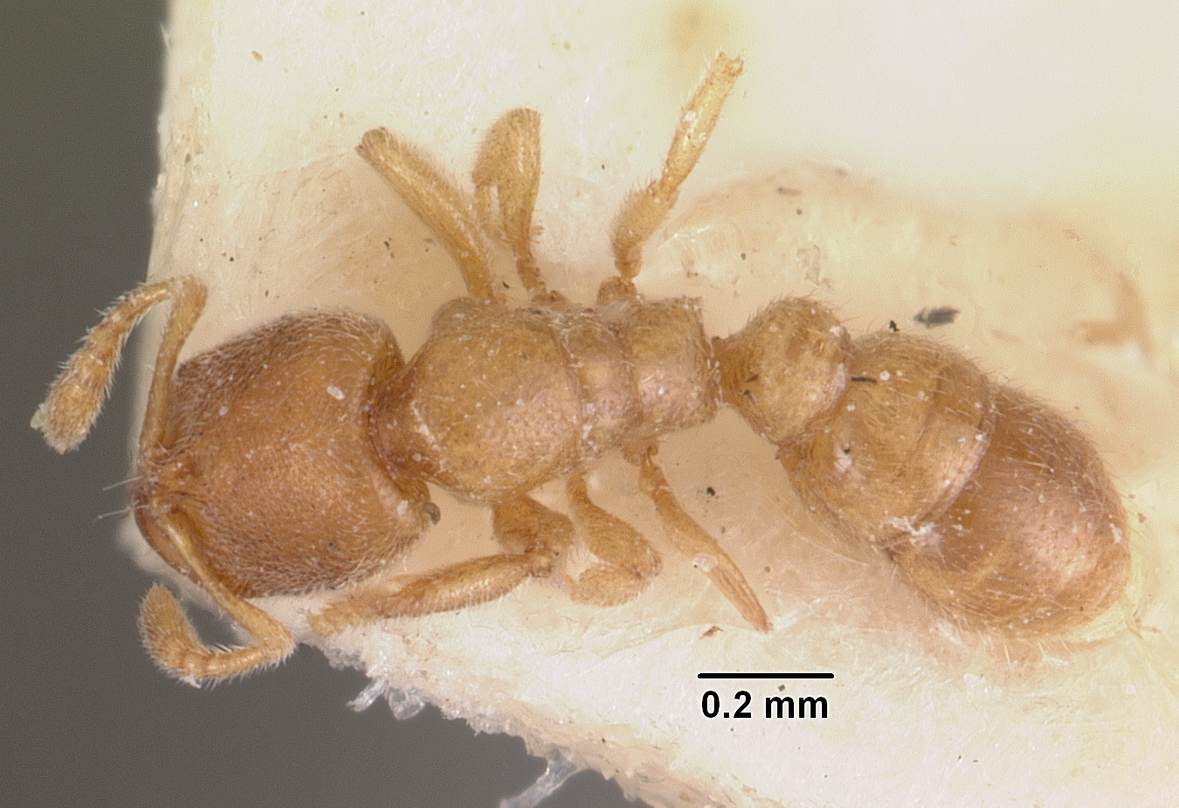
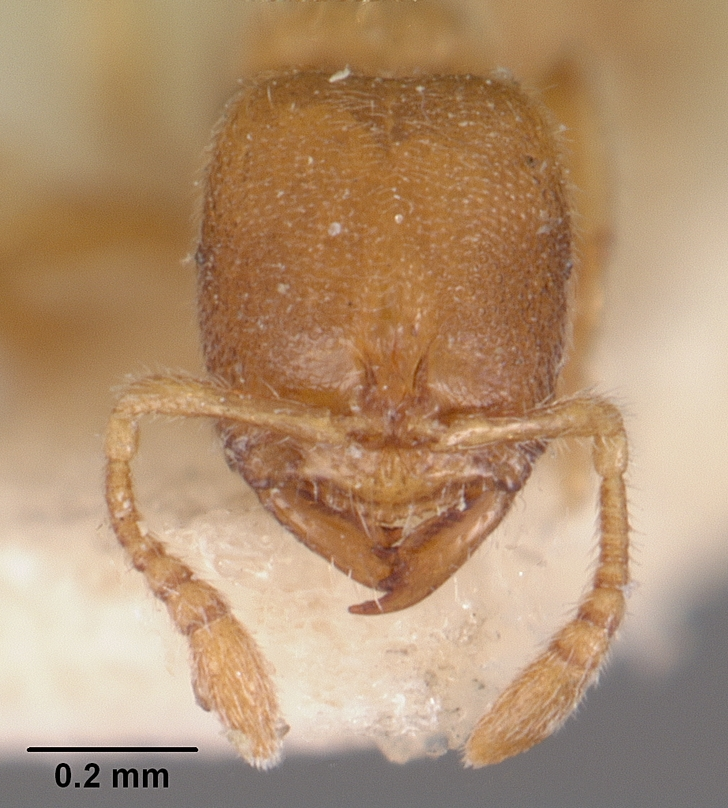